# تپه خان حسین دمی
تپه خان حسین دمی مربوط به سده‌های اولیه و متاخر دوران‌های تاریخی پس از اسلام است و در شهرستان گرمی، بخش انگوت، دهستان انگوت شرقی، روستای درگاهلی واقع شده و این اثر در تاریخ ۱۵ دی ۱۳۸۷ با شمارهٔ ثبت ۲۴۰۰۷ به‌عنوان یکی از آثار ملی ایران به ثبت رسیده است.